# 이태원 클라쓰 OST Part 2
《이태원 클라쓰 OST Part 2》는 JTBC의 드라마 《이태원 클라쓰》의 사운드트랙 음반이며, 가호의 첫 사운드트랙 음반이기도 하다. 타이틀 곡은 시작이 수록되었다.

## 개요
시작은 매력적인 맑고 시원한 보이스를 앞세워 폭넓은 음악적 스펙트럼을 들려주는 가호(Gaho)가 가창으로 참여한 곡이다.

## 트랙리스트
| #            | 제목             | 작사         | 작곡         | 재생 시간 |
| ------------ | ---------------- | ------------ | ------------ | --------- |
| 1.           | 〈시작〉 (가호)  | 서동성       | 박성일       | 3:22      |
| 2.           | 〈시작 (Inst.)〉 |              | 박성일       | 3:22      |
| 총 재생 시간 | 총 재생 시간     | 총 재생 시간 | 총 재생 시간 | 6:44      |

## 흥행
2020년 3월 16일 기준으로 음원 차트 멜론 1위로 차지하여, 이외에는 지니, 플로 등의 최상위권으로 등극하였다.